# Валльнер, Марина
Марина Валльнер (нем. Marina Wallner; род. 7 ноября 1994, Траунштайн, Германия) — немецкая горнолыжница. Специализируется в слаломных дисциплинах. Участница зимних Олимпийских игр 2018 года в Пхёнчхане.

## Биография и спортивная карьера
Валльнер дебютировала на международных соревнованиях по горнолыжному спорту в декабре 2009 года, в возрасте 15 лет. В феврале 2011 года она приняла участие в Европейском юношеском зимнем олимпийском фестивале в Либереце, где заняла 10-е место в слаломе и 11-е место в гигантском слаломе. 
10 февраля 2012 года она впервые стартовала на этапе Кубка Европы в Бад-Висзее. 26 ноября 2012 года в слаломе в Вемдалене она завоевала свои первые очки в общий зачёт турнира, а три недели спустя вошла в первую десятку лучших в слаломе на трассе Куршевеля. 
В конце марта 2013 года она стала вице-чемпионкой Германии среди юниоров в скоростном спуске. 16 ноября 2013 года она впервые в карьере приняла старт на этапе Кубка мира на трассе слаломе в Леви и стартовав 63-й она финишировала 16-й, набрав сразу же свои первые очки в Кубке мира. На юниорском чемпионате мира 2014 года она завоевала три бронзовые медали: в слаломе, командных соревнованиях и суперкомбинации.
В сезоне 2014/2015 годов Валльнер ни на одном старте не смогла зафиксировать результат, либо выбывала из соревнований, либо не проходила во второй раунд. В ноябре 2015 года во время тренировки она получила серьёзную травму - разрыв крестообразной связки правого колена, ей пришлось отказаться от выступлений и прервать зимний сезон.
В течение сезона 2016/17 годов она постепенно прошла восстановление и в марте 2017 года на этапах Кубка мира показала два результата в топ-10. 
На чемпионате мира 2017 года в швейцарском Санкт-Морице, Марина выступила в слаломе, где стала 19-й.
На зимних Олимпийских играх в Южной Корее, немецкая спортсменка приняла участие в соревнованиях в слаломе и заняла итоговое 19-е место, а также помогла сборной Германии в командных спусках занять итоговое 5-е место. В ноябре 2018 года во время тренировки по слалому она вновь получила травму — разрыв крестообразной связки.
После сезона 2020/21 годов Марина Валльнер объявила о завершении карьеры. Работает в структурах немецкой полиции, входит в кадровый резерв на руководящие должности.

## Выступления на крупнейших соревнованиях

### Зимние Олимпийские игры
| Олимпийские игры | Скоростной спуск | Супергигант | Гигантский слалом | Слалом | Комбинация | Команды |
| ---------------- | ---------------- | ----------- | ----------------- | ------ | ---------- | ------- |
| 2018 Пхёнчхан    | —                | —           | —                 | 19     | —          | 5       |

### Чемпионаты мира
| Чемпионат мира   | Скоростной спуск | Супергигант | Гигантский слалом | Слалом | Комбинация | Команды | Паралл. гигантский слалом |
| ---------------- | ---------------- | ----------- | ----------------- | ------ | ---------- | ------- | ------------------------- |
| 2017 Санкт-Мориц | —                | —           | —                 | 19     | —          | —       | —                         |